# ديفلن بارنز
ديفلن بارنز (بالإنجليزية: Devlin Barnes)‏ هو لاعب كرة قدم أمريكي، ولد في 18 أبريل 1982 في سول في كوريا الجنوبية. لعب مع أتلانتا سيلفرباكس وبيتسبورغ ريفرهوندز.